# Pyrinia ardysaria
Pyrinia ardysaria är en fjärilsart som beskrevs av Walker 1860. Pyrinia ardysaria ingår i släktet Pyrinia och familjen mätare. Inga underarter finns listade.